# Public Relations Global Network
Public Relations Global Network (PRGN) es una de las 4 mayores redes globales de agencias independientes de relaciones públicas de todo el mundo. PRGN se compone de casi 50 agencias asociadas que operan en más de 80 mercados de alrededor del mundo, y ofrece servicios de relaciones públicas a más de 1,000 clientes. La red inició sus operaciones en 1992, en Phoenix, Arizona (USA) y luego se constituyó en Delaware en 2003.

## Historia
- 1992 - Se establece como "The Phoenix Network“ (sólo con miembros estadounidenses) en Phoenix, Arizona
- 2001/2 - Los primeros miembros europeos, de Francia, Alemania y el Reino Unido, se unen a la red
- 2002 - "Public Relations Global Network“ (PRGN) como nuevo nombre
- 2004 - Agencia australiana ingresa como nuevo miembro
- 2005 - Agencia mexicana se une a la red
- 2007 - Ingresan agencias de África (Sudáfrica) y Sudamérica (Brasil)
- 2008 - Singapur se convierte en el primer miembro asiático en incorporarse a la red
- 2017 - 50 miembros en los 6 continentes[4]

## Liderazgo
PRGN opera como una red de empresas independientes operadas por sus propietarios y sin una oficina central del grupo. Cada año, la red elige un nuevo presidente. Actualmente Christina Rytter, Copenhague (Dinamarca) dirige a PRGN. Ella sustituye a Evelyn Holtzhausen de HWB Communications con sede en Sudáfrica, Ed Stevens, Westlake (Ohio, USA) y Uwe Schmidt, Hamburgo (Alemania).